# Eleanor Catton
Eleanor Catton, MNZM (London, Ontario, 24 de septiembre de 1985) es una escritora y profesora neozelandesa nacida en Canadá. Su segunda novela, Las luminarias, ganó el Premio Man Booker de 2013.

## Primeros años
Eleanor Catton nació en Canadá, el 24 de septiembre de 1985, donde su padre neozelandés era un estudiante graduado completando su doctorado en la Universidad de Western Ontario. Ella creció en Christchurch después de que su familia regresara a Nueva Zelanda cuando ella tenía seis años, a pesar de que pasó un año viviendo en Leeds, donde estudió en la Lawnswood School. Se refirió a esta experiencia como "increíble, pero que realmente le abrió los ojos" debido a la dureza del medio ambiente. Cruzó la secundaria en Burnside High School, estudió Inglés en la Universidad de Canterbury, y completó una maestría en escritura creativa en el Instituto de Letras Modernas de la Universidad Victoria de Wellington.
En 2008, se le otorgó una beca en el Iowa Writers' Workshop. En 2009 se la describió como "la chica de oro de este año en ficción".

## Carrera
En 2011, fue la escritora Ursula Bethell en residencia en la Universidad de Canterbury.
En 2008 Catton debuta su primera novela, The Rehearsal, que fue escrito como su tesis de maestría y lidia las reacciones de un romance entre un profesor y una niña en su escuela secundaria.
La segunda novela de Catton, Las luminarias, se publicó en 2013. La novela está ambientada en los yacimientos de oro de Nueva Zelanda en 1866. Fue finalista y posteriormente ganó el Premio Man Booker de 2013 haciéndola, a la edad de 28, el autor más joven en ganar dicho galardón. También fue, a la edad de 27, el autor más joven en ser nominado al premio Man Booker.
Con 832 páginas, Las luminarias, es la obra más larga en ganar el premio en sus 45 años de historia. El presidente de los jueces, Robert Macfarlane comentó: "Es un trabajo deslumbrante. Es una obra luminosa. Es inmensa sin ser extensa". Catton fue presentada con el premio por la Duquesa de Cornualles, el 15 de octubre de 2013 en Guildhall, Londres.
En noviembre de 2013 Catton recibió el Premio Gobernador General de Canadá en ficción literaria por Las luminarias.
En diciembre de 2013 Catton se hizo miembro de la Orden del Mérito de Nueva Zelanda.
En enero de 2014 se anunció que se le sería otorgado un grado honorario de Doctor en Literatura en mayo en la Universidad Victoria de Wellington, donde ella había estudiado.

## Vida personal

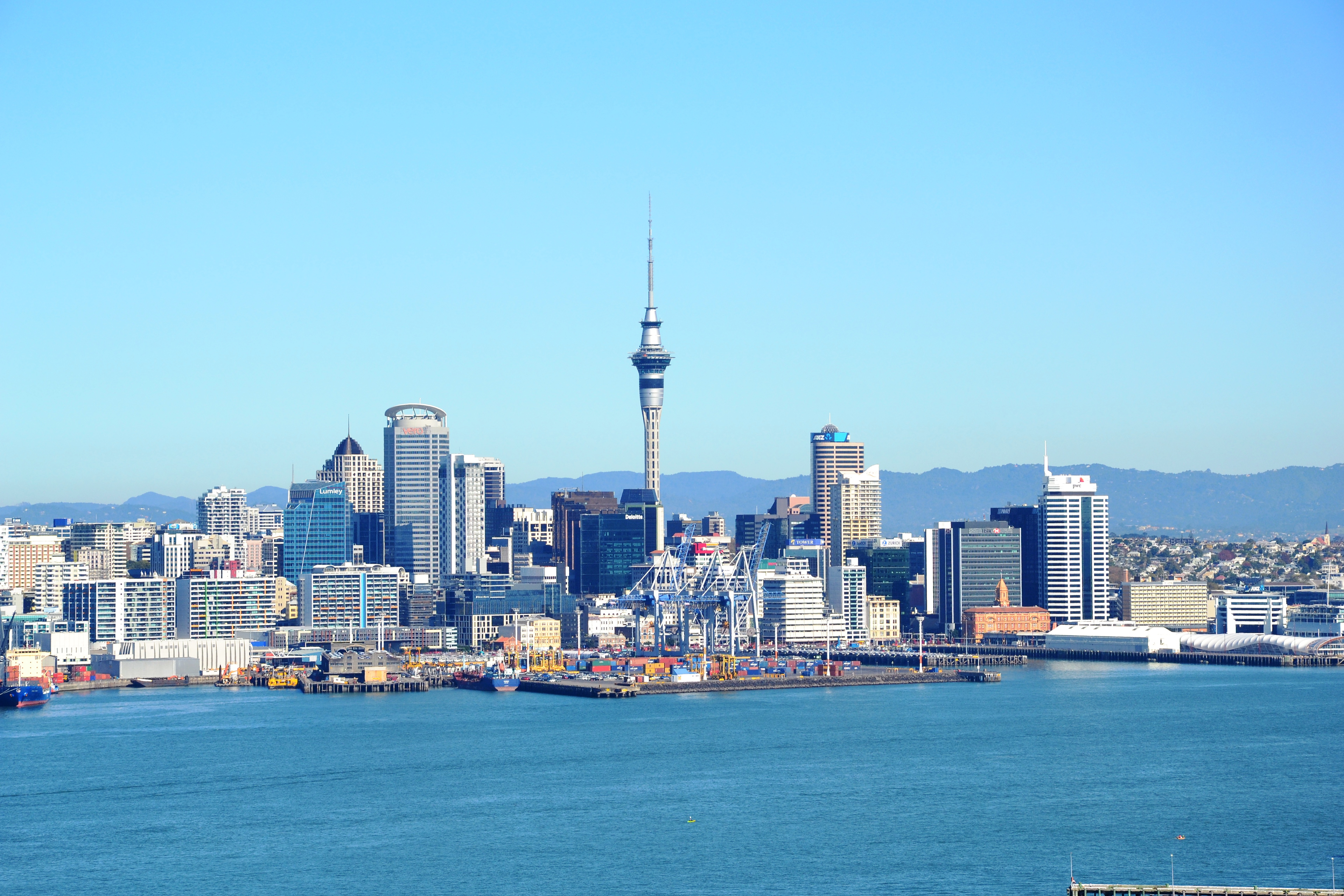
Catton vive en Auckland donde enseña escritura creativa.

Catton vive en Auckland con su pareja, Steven Toussaint un autor y poeta expatriado de los Estados Unidos, y enseña escritura creativa en el Instituto de Tecnología de Manukau.
Catton se hizo un miembro de la Orden del Mérito de Nueva Zelanda por sus servicios a la literatura el 18 de marzo de 2014.

## Premios y honores
- En 2007 el Premio Adam de Creación Literaria por The Rehearsal.[15]
- En 2007 el Concurso de Historias Cortas del Sunday Star-Times (NZ) por Necropolis[16]
- En 2008 la beca Glenn Schaeffer en el Iowa Writers' Workshop[16]
- En 2008 la beca Louis Johnson para nuevos escritores[16]
- En 2009 el Premio Betty Trask por The Rehearsal[17]
- En 2009 el Premio New Zealand Society of Authors Hubert Church (Montana) al Mejor Primer Libro de ficción por The Rehearsal[18]
- En 2009 el Premio Guardián al Primer Libro shortlist por The Rehearsal[19]
- En 2009 el Premio Orange longlist por The Rehearsal[20]
- En 2010 el Amazon.ca primera novela por The Rehearsal[21]
- En 2013 el Premio Man Booker por Las luminarias
- En 2013 el Premio Gobernador General de la ficción en idioma inglés por Las luminarias[22]
- En 2014 el Premio Walter Scott shortlist por Las luminarias[23]

## Obras

### Novelas
- The Rehearsal, novela, publicada por primera vez por Victoria University Press, Wellington, Publicado en Alemania en 2008 por Arche Verlag, Hamburg; traducido por Barbara Schaden ISBN 978-3-7160-2632-8
- Las luminarias, Granta Books/Victoria University Press (2013) ISBN 978-1-84708-431-6

### Otras obras publicadas
- Historias cortas publicadas en Best New Zealand Fiction Vol. 5 (2008), Penguin Book of Contemporary New Zealand Short Stories (agosto de 2009), y Granta (106, verano de 2009).